# Villevocance
Pour l’article ayant un titre homophone, voir Vocance.
Villevocance est une commune française, située dans le nord du département de l'Ardèche en région Auvergne-Rhône-Alpes.

## Géographie

### Situation et description

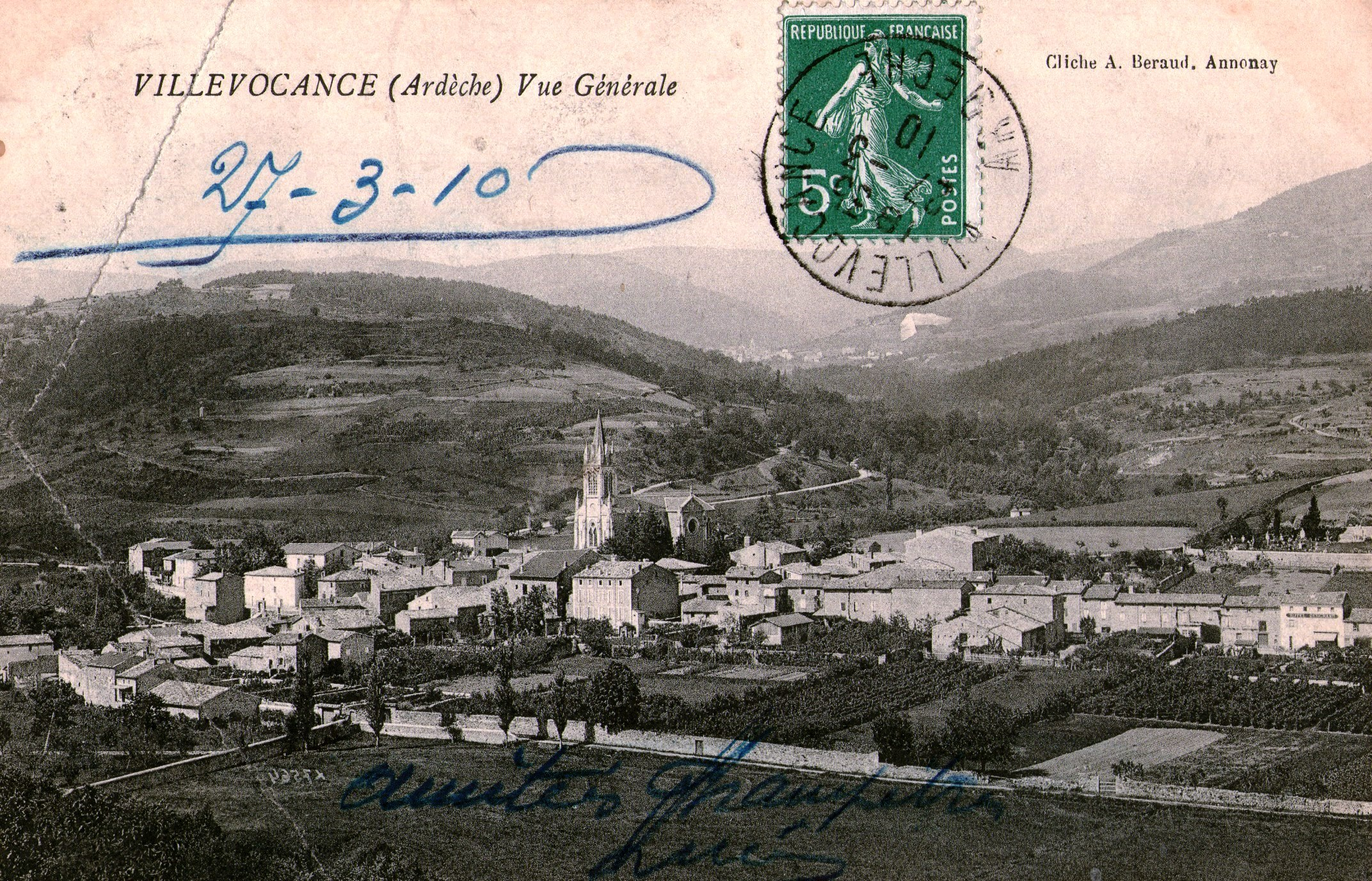
En 1910, un village regroupé dans un environnement cultivé.

La commune de Villevocance est située à une dizaine de kilomètres au sud-ouest de la ville d'Annonay, dans la vallée de la Cance. Cette vallée, en amont d'Annonay, est communément  appelée la « Vocance ». La commune s'étend de part et d'autre de la rivière, sur une surface de 9 km2. L'habitat principal s'est installé sur les pentes douces exposées au sud. Prés et forêts occupent les pentes plus prononcées exposées au nord. Le village s'est d'abord regroupé autour du confluent de la Cance avec son affluent le Malbuisson.
Dans la Vocance, Villevocance est la bourgade la plus proche d'Annonay. Pour y venir depuis ce chef-lieu de canton, il faut cependant franchir quelques kilomètres de gorges. À la sortie de ces gorges, la vallée qui s'élargit a permis à Villevocance de devenir l'agglomération la plus importante de ce secteur.

### Communes limitrophes
Villevocance est limitrophe de quatre communes, toutes situées dans le département de l'Ardèche et réparties géographiquement de la manière suivante :

### Climat
Pour des articles plus généraux, voir Climat d'Auvergne-Rhône-Alpes et Climat de l'Ardèche.
En 2010, le climat de la commune est de type climat océanique altéré, selon une étude du CNRS s'appuyant sur une série de données couvrant la période 1971-2000. En 2020, Météo-France publie une typologie des climats de la France métropolitaine dans laquelle la commune est exposée à un climat de montagne ou de marges de montagne et est dans la région climatique  Sud-est du Massif Central, caractérisée par une pluviométrie annuelle de 1 000 à 1 500 mm, minimale en été, maximale en automne. 
Pour la période 1971-2000, la température annuelle moyenne est de 11 °C, avec une amplitude thermique annuelle de 17,1 °C. Le cumul annuel moyen de précipitations est de 838 mm, avec 8,7 jours de précipitations en janvier et 6 jours en juillet. Pour la période 1991-2020, la température moyenne annuelle observée sur la station météorologique de Météo-France la plus proche, sur la commune d'Annonay à 7 km à vol d'oiseau, est de 12,3 °C et le cumul annuel moyen de précipitations est de 801,5 mm,. Pour l'avenir, les paramètres climatiques de la commune estimés pour 2050 selon différents scénarios d'émission de gaz à effet de serre sont consultables sur un site dédié publié par Météo-France en novembre 2022.

### Hydrographie
Le territoire de la commune est traversé par la Cance, un affluent du Rhône en sa rive droite.

### Voies de communication
Le territoire communal est traversé par la RD121.

## Urbanisme

### Typologie
Au 1er janvier 2024, Villevocance est catégorisée commune rurale à habitat dispersé, selon la nouvelle grille communale de densité à 7 niveaux définie par l'Insee en 2022.
Elle est située hors unité urbaine. Par ailleurs la commune fait partie de l'aire d'attraction d'Annonay, dont elle est une commune de la couronne,. Cette aire, qui regroupe 37 communes, est catégorisée dans les aires de 50 000 à moins de 200 000 habitants,.

### Occupation des sols
L'occupation des sols de la commune, telle qu'elle ressort de la base de données européenne d’occupation biophysique des sols Corine Land Cover (CLC), est marquée par l'importance des forêts et milieux semi-naturels (56,6 % en 2018), en augmentation par rapport à 1990 (54,2 %). La répartition détaillée en 2018 est la suivante : 
forêts (48,7 %), prairies (20,6 %), zones urbanisées (18 %), milieux à végétation arbustive et/ou herbacée (7,9 %), zones agricoles hétérogènes (4,9 %).
L'évolution de l’occupation des sols de la commune et de ses infrastructures peut être observée sur les différentes représentations cartographiques du territoire : la carte de Cassini (XVIIIe siècle), la carte d'état-major (1820-1866) et les cartes ou photos aériennes de l'IGN pour la période actuelle (1950 à aujourd'hui).

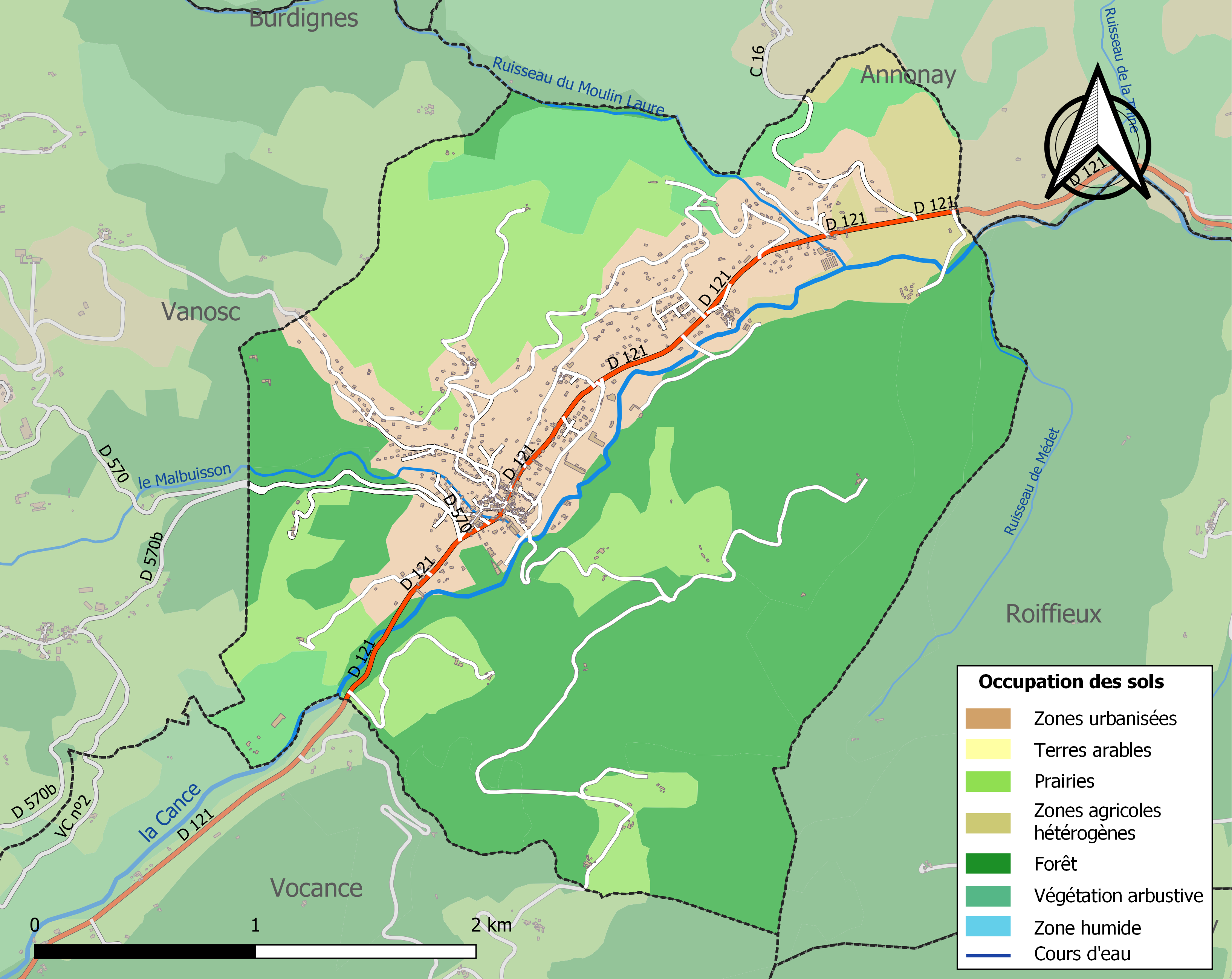
Carte des infrastructures et de l'occupation des sols de la commune en 2018 (CLC).

## Toponymie
Le nom de la commune peut provenir du latin villa (ferme) in Valcantia ou du français moyenâgeux Ville (village) en Vocance. Le mot Vocance (ancienne orthographe Vaucance) est une simplification de Vallis Cantia (vallée de la Cance). Quant au mot « Cance », il provient sans doute du celtique canto qui signifie « brillant » mais peut indiquer aussi une limite. Ce pourrait être alors le rappel du temps où la rivière servait de frontière entre les seigneuries d'Argental au nord et de Mahun au sud.

## Histoire
Aucune preuve d'habitat très ancien ne semble avoir été retrouvée sur Villevocance. Par contre, les restes d'un oppidum pré-gaulois sont toujours visibles au sommet du Chirat blanc, sur la commune voisine de Vocance.
Au Moyen Âge, la commune est citée dans les possessions des seigneuries locales, Argental et Mahun. En 1200, la vallée a subi un passage des Sarrasins. En 1586, on y subit une épidémie de peste…

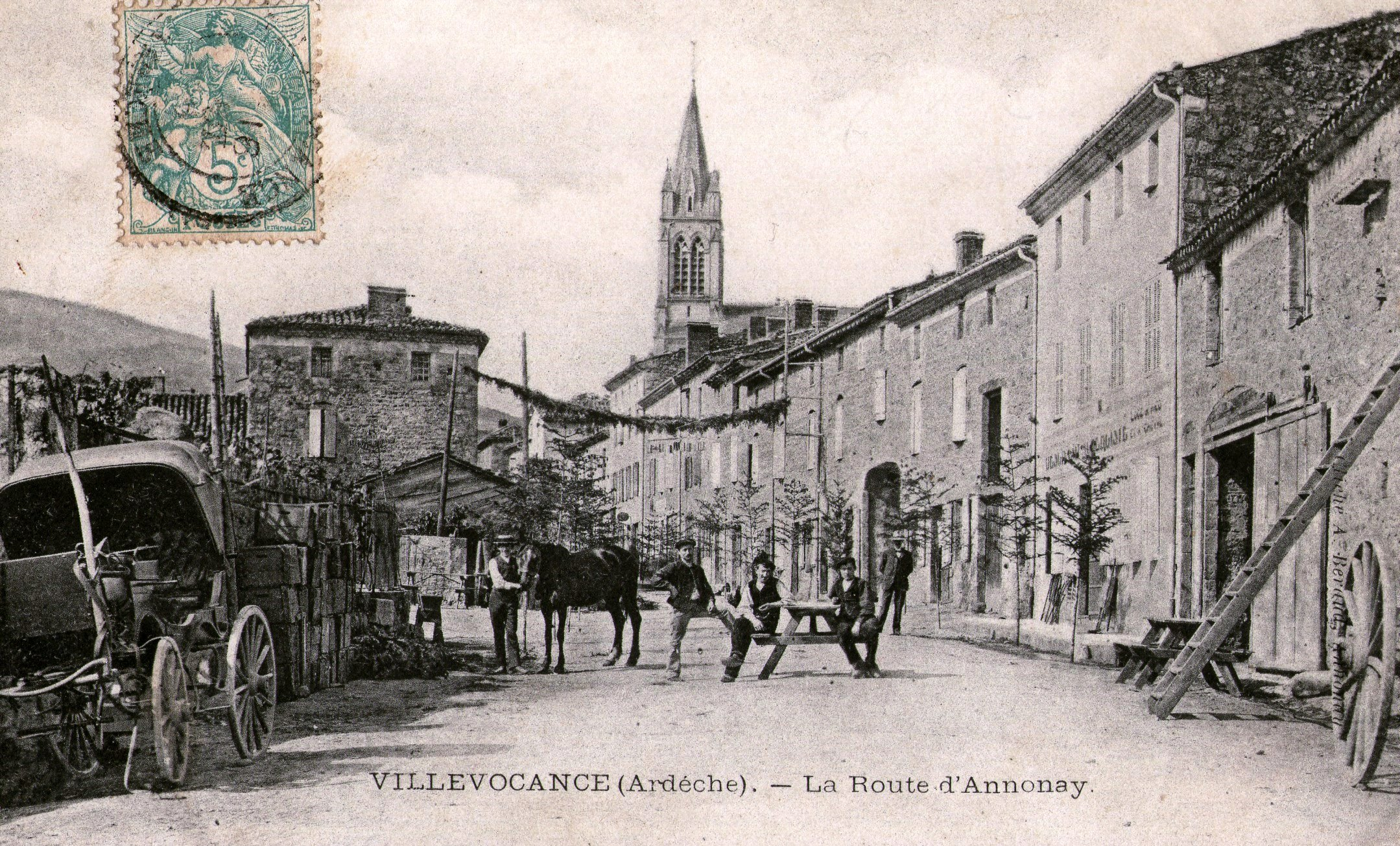
Une route peut-être pas très fréquentée à l'époque !

Au XIXe siècle, moulins à farine et moulinages textiles utilisent la force hydraulique de la rivière. Quatre auberges relais y accueillent les voyageurs et les muletiers. La population arrive à dépasser les 1 000 habitants. En 1877, une nouvelle église est construite dans un style néogothique. En 1904, un nouvel itinéraire est percé pour la traversée du village, avec un nouveau pont sur le Malbuisson. En 1906 et 1908, deux bâtiments scolaires sont construits. Malgré tout, la commune connaît l'exode rural et sa population descend jusqu'à 516 habitants en 1954. La deuxième partie du XXe siècle apporte à Villevocance une succession de nouveautés. Des constructions nouvelles voient le jour, la population s’accroît rapidement, la construction d'équipements collectifs s'ensuit, et la vie culturelle et associative se développe.

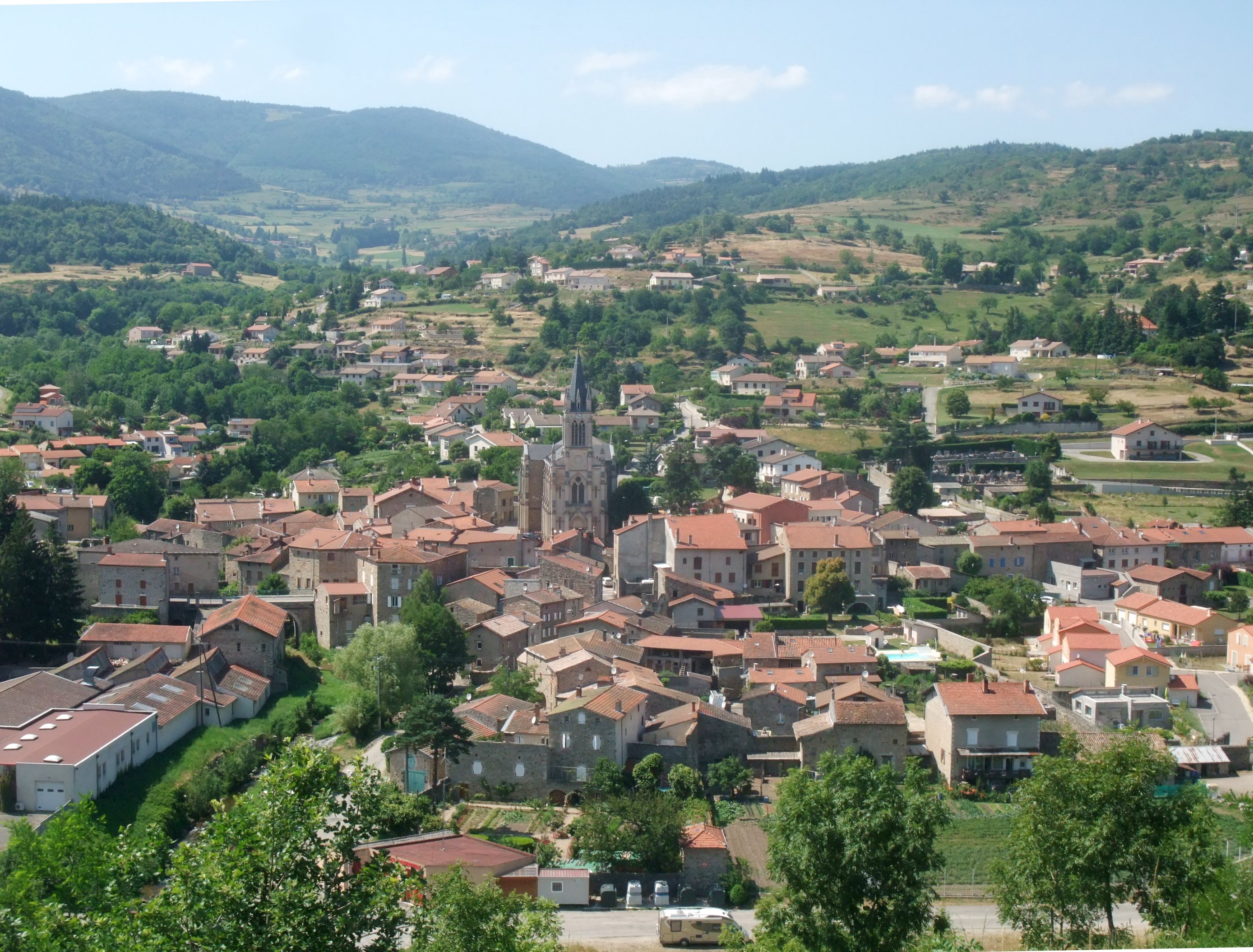
Un habitat maintenant très étendu.

- 1956 : installation de l'eau courante.
- 1967 : lotissement des Fouilletières.
- 1973 : lotissement du Mont Brun.
- 1979 : lotissement des Gras Prés.
- 1985 : construction de la salle polyvalente.
- 1986 : mise en route de la station d'épuration.
- 1990 : début des travaux de la nouvelle mairie.
- 1991 : ouverture de la Maison d'Accueil des Personnes Âgées.
- 1999 : construction de la Maison du Bois.
- 2009 : restauration de la traversée du village.
- 2013 : ouverture de la Maison Mourier.

## Politique et administration

### Liste des maires
| Période                                  | Période       | Identité                      | Étiquette | Qualité    |
| ---------------------------------------- | ------------- | ----------------------------- | --------- | ---------- |
| Les données manquantes sont à compléter. |               |                               |           |            |
|                                          | octobre 1818  | Joseph Etienne Delayvillere   |           |            |
| novembre 1818                            | août 1830     | François Marie Percie du Sert |           |            |
| septembre 1830                           | décembre 1831 | Jean Jacques Etienne Brioude  |           |            |
| janvier 1832                             | décembre 1847 | Jean François Mourier         |           |            |
| ?                                        | ?             | Christian Honoré              |           |            |
| mars 2001                                | mars 2008     | Bernard Mounier               |           |            |
| mars 2008                                | mai 2020      | Thomas Toularastel            |           |            |
| mai 2020                                 | En cours      | Denis Honoré                  |           | professeur |

## Population et société

### Démographie
L'évolution du nombre d'habitants est connue à travers les recensements de la population effectués dans la commune depuis 1793. Pour les communes de moins de 10 000 habitants, une enquête de recensement portant sur toute la population est réalisée tous les cinq ans, les populations de référence des années intermédiaires étant quant à elles estimées par interpolation ou extrapolation. Pour la commune, le premier recensement exhaustif entrant dans le cadre du nouveau dispositif a été réalisé en 2004.

En 2022, la commune comptait 1 181 habitants, en évolution de +0,25 % par rapport à 2016 (Ardèche : +2,48 %, France hors Mayotte : +2,11 %).
| 1793 | 1800 | 1806 | 1821 | 1831 | 1836 | 1841 | 1846  | 1851  |
| ---- | ---- | ---- | ---- | ---- | ---- | ---- | ----- | ----- |
| 820  | 715  | 884  | 854  | 965  | 906  | 923  | 1 025 | 1 018 |

| 1856  | 1861  | 1866 | 1872 | 1876 | 1881 | 1886 | 1891 | 1896 |
| ----- | ----- | ---- | ---- | ---- | ---- | ---- | ---- | ---- |
| 1 032 | 1 004 | 929  | 820  | 840  | 836  | 851  | 808  | 759  |

| 1901 | 1906 | 1911 | 1921 | 1926 | 1931 | 1936 | 1946 | 1954 |
| ---- | ---- | ---- | ---- | ---- | ---- | ---- | ---- | ---- |
| 712  | 684  | 684  | 534  | 560  | 552  | 558  | 522  | 516  |

| 1962 | 1968 | 1975 | 1982 | 1990  | 1999  | 2004  | 2006  | 2009  |
| ---- | ---- | ---- | ---- | ----- | ----- | ----- | ----- | ----- |
| 558  | 600  | 665  | 908  | 1 026 | 1 089 | 1 111 | 1 132 | 1 231 |

| 2014  | 2019  | 2022  | - | - | - | - | - | - |
| ----- | ----- | ----- | - | - | - | - | - | - |
| 1 201 | 1 184 | 1 181 | - | - | - | - | - | - |

La population est montée à plus de 1 000 habitants en milieu de XIXe siècle. L'exode rural l'a fait ensuite diminuer de moitié jusqu'au milieu du XXe siècle. L'arrivée d'une population de citadins a provoqué depuis 1950 un mouvement et une progression inverses.

### Vie culturelle
En 2014, la commune recense vingt-six associations. Mais la palette d'activités est plus importante dans la mesure où une certaine intercommunalité associative fonctionne de fait entre les cinq communes de la vallée.
En 2013, l'ancienne étude notariale restaurée, la « Maison Mourier », est devenu le siège de la bibliothèque, de la cantine scolaire, et de nouvelles salles associatives.

### Enseignement
La commune est rattachée à l'académie de Grenoble.

### Manifestations culturelles et festivités
- en janvier les Puces des Couturières.
- au printemps un Festival de théâtre.
- en juin la Fête de la Musique.
- en juillet la vogue avec retraite aux flambeaux.
- en été Festival de Contes ou Fête du Chemin.
- en novembre le Marché aux Cadeaux.
- pour Noël un spectacle avec feu d'artifice.

### Médias
La commune est située dans l'aire de distribution de deux organes de presse régionaux :
- L'Hebdo de l'Ardèche est un journal hebdomadaire français basé à Valence. Il couvre l'actualité de tout le département de l'Ardèche.
- Le Dauphiné libéré est un journal quotidien de la presse écrite française régionale distribué dans la plupart des départements de l'ancienne région Rhône-Alpes, notamment l'Ardèche. La commune est située dans la zone d'édition d'Annonay.

### Cultes
L'église de Villevocance et la communauté catholique de la commune dépendent de la paroisse Bienheureux Gabriel Longueville, elle-même rattachée au diocèse de Viviers.

## Économie

### Commerce et artisanat local
En 2013, la commune comptait :
- Vingt-deux commerces et services médicaux
- Dix-neuf artisans
- trois entreprises dans le secteur du bois qui totalisent une trentaine d'emplois: fabrication de palettes, fabrication de charpentes, import-export.

### La Forêt des Contes en Vocance

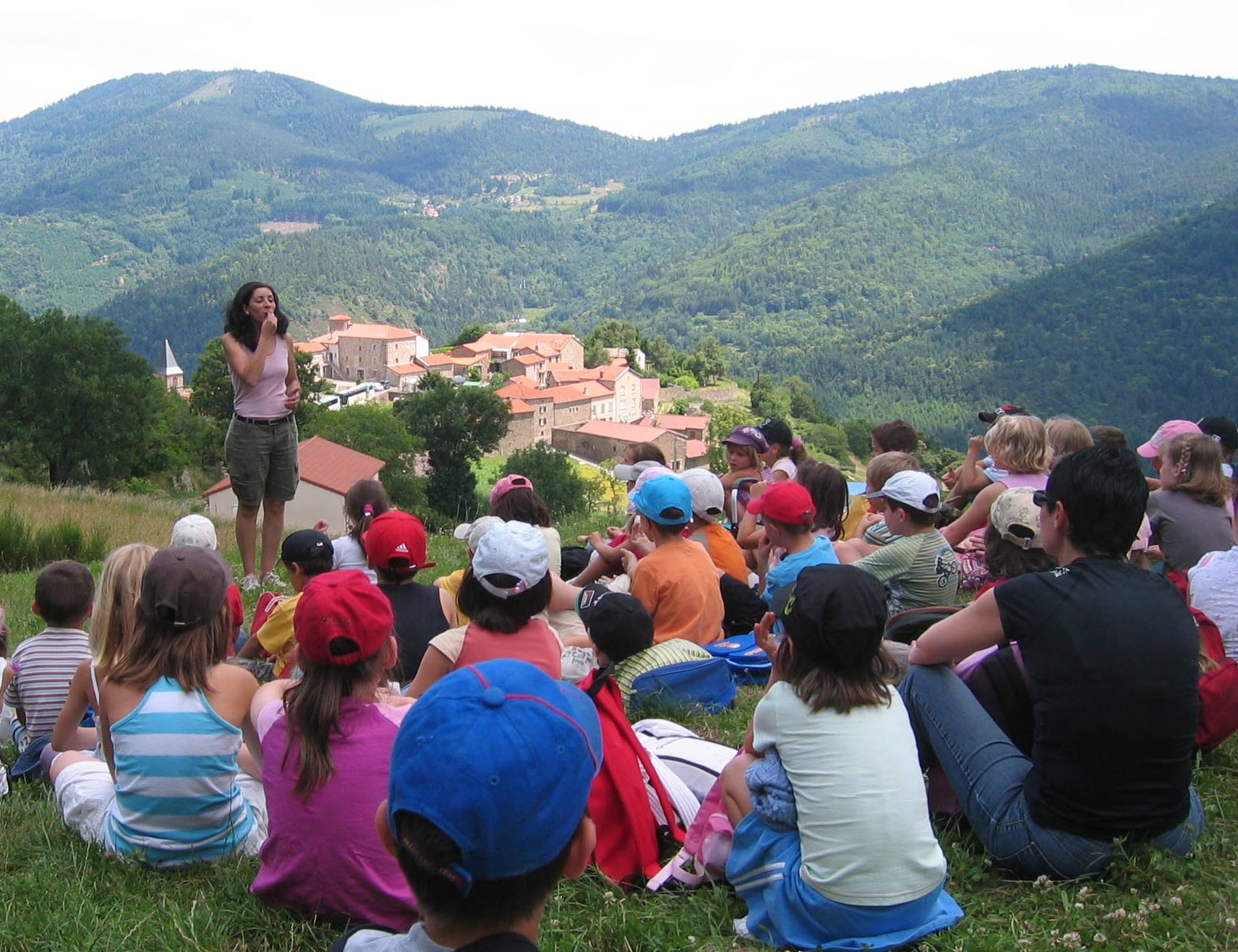
Une conteuse de la Forêt des Contes (ici en plein air au Monestier).

La « Forêt des Contes en Vocance », créée en 1991, a pu s'installer en 1999 dans l'extension de la salle polyvalente, « La Maison du Bois ». Cette association s'est fait peu à peu apprécier. Elle compte actuellement trois personnes salariées, deux bénévoles à plein temps et une dizaine de bénévoles occasionnels. Ses animateurs sont maintenant demandés dans la région Rhône-Alpes, dans le cadre notamment de convention avec des communautés territoriales. Ses activités et ateliers gardent comme base le conte et la parole. Beaucoup d'interventions ont lieu en milieu scolaire, mais aussi auprès d'adultes: dans le cadre d'ateliers, de spectacles, de veillées, de balades contées et de découvertes de l'environnement.

## Culture locale et patrimoine

### Patrimoine architectural

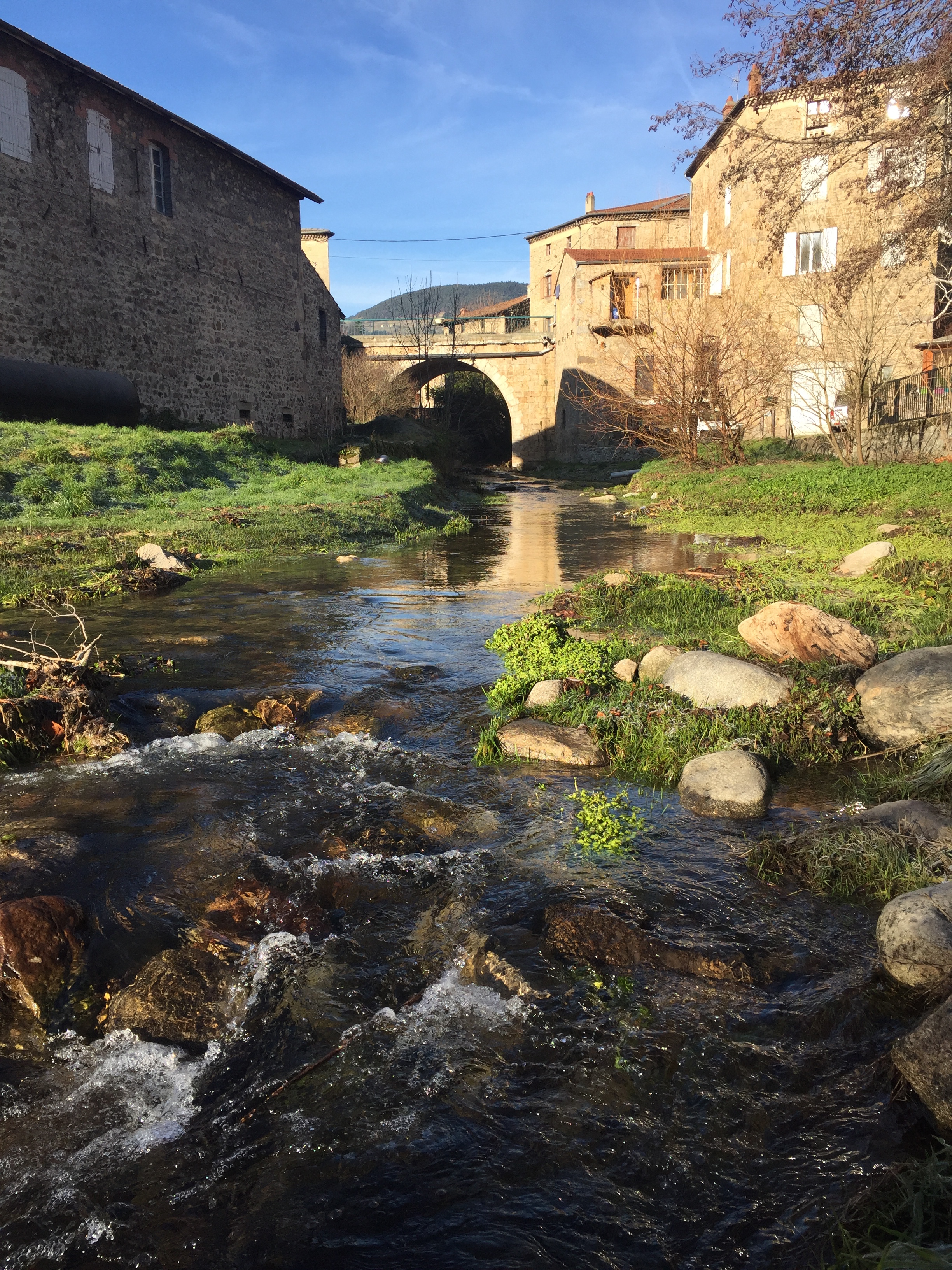
Un itinéraire piétonnier a été aménagé dans le cours du Malbuisson.

- L'école publique a obtenu en 2010 le label d'éco-école.
- L'église néo-gothique Saint-Sulpice (1877), est aujourd'hui rattachée à la paroisse catholique « Bienheureux Gabriel Longueville » [21],[22],[23].

### Patrimoine naturel
- Le ruisseau du Malbuisson, dans sa traversée du village a profité récemment d'aménagements piétonniers. Plus en amont, et en lisière de forêt, la rive gauche du ruisseau a accueilli en 1990 un arboretum de 80 arbres. Sa signalétique a été rénovée en 2011.

## Voir aussi

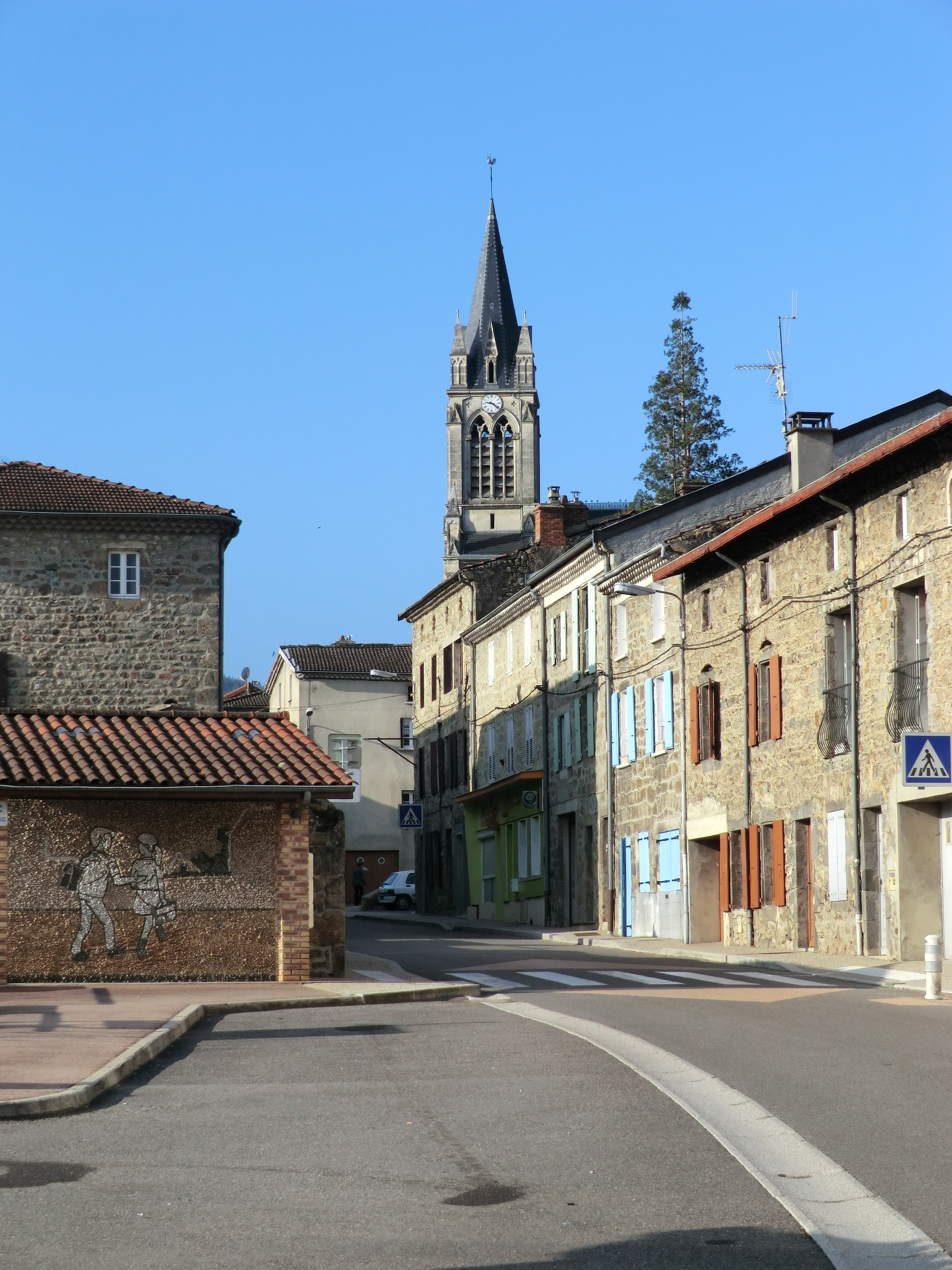
L'entrée Est du village.

### Héraldique
|  | Villevocance possède des armoiries dont l'origine et le blasonnement exact ne sont pas disponibles. |

### Sources et bibliographie
- Bernard Vial, Vocance en Vivarais ; des origines au début du XIXe siècle, 1983.
- Bernard Vial et André Coront-Ducluzeau, 1789-1799 : la Révolution française en vallée de la Vocance, 1989.
- Albin Mazon, Voyage autour d'Annonay, 1901.
- Guide officiel de l'Union Touristique Ardèche Verte, 1991.
- Archives et bulletins municipaux.
- Reportages du Dauphiné libéré et notamment articles du 29 août 2013 de François Bassaget.